# Charles-Michel de l’Epée

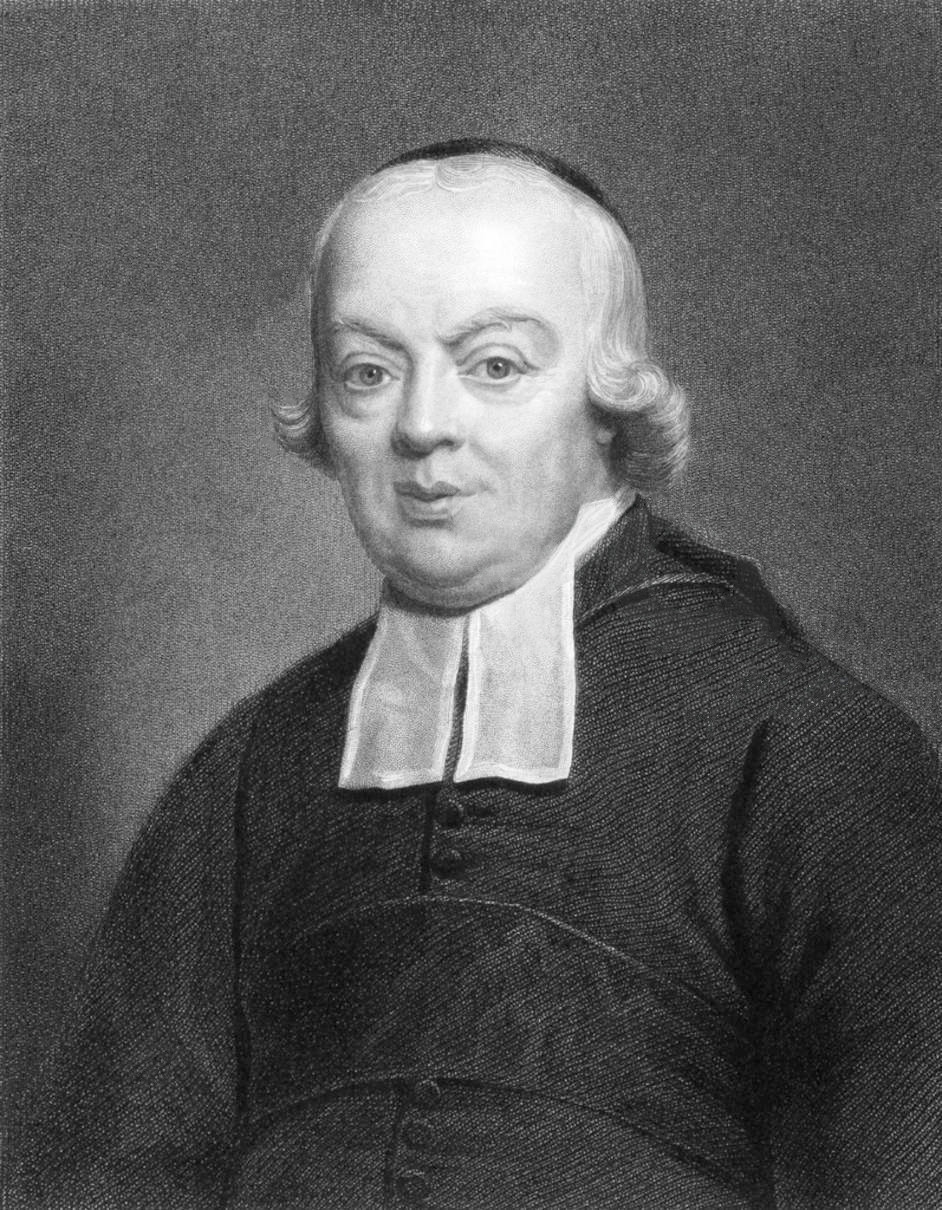
Charles-Michel de l’Epée

Abbé Charles-Michel de l’Epée (* 25. November 1712 in Versailles; † 23. Dezember 1789 in Paris) war ein Pionier der Gehörlosenpädagogik.

## Leben und Wirken
Charles-Michel de l’Epée studierte zunächst Theologie. Da er sich weigerte, eine Schrift zur Verdammung des Jansenismus zu unterzeichnen, wurde ihm vom Erzbischof von Paris die Weihe verweigert. Er studierte daraufhin Rechtswissenschaft, wurde aber auch in diesem Bereich nicht eher zugelassen, als bis ihn Jacques Bénigne Bossuet, der Bischof von Troyes, ordinierte. Da dieser bald darauf starb, kehrte der nunmehrige Abbé de l’Epée nach Paris zurück, wo er sich aufgrund seiner philanthropischen Gesinnung vor allem als Anwalt für die Belange der ärmeren Bevölkerungsschichten einsetzte.
Im Jahre 1760 wurden ihm zwei taube Schwestern im kindlichen Alter vorgestellt, deren Erzieher, Pére Vanin, soeben verstorben war. Er nahm die Schwestern bei sich im Hause auf und unterrichtete sie anstelle von Vanin weiter. Er vermutete, dass die Gesten, die seine Schützlinge untereinander gebrauchten, direkt ihre Ideen wiedergaben. Er verstand, dass dies keine Pantomime war, sondern dass die Schwestern eine Form der Sprache entwickelt hatten. Aus dieser Beobachtung und der Idee einer naturgemäßen Erziehung (nach Rousseau) folgend bediente er sich im Unterricht jenes Mittels, das die Natur so ersichtlich den „Taubstummen“ gegeben habe: der Zeichensprache.
Der Abbé de l’Epée, wie er meist kurz genannt wird, plante bald, weitere taube Kinder der umliegenden Stadtviertel von der Straße zu holen und zu unterrichten, und gründete dazu 1771 die Institution Nationale des Sourds-Muets de Paris. Sie wird meist als weltweit erste Schule für Taube angesehen. Für seine Taubstummenschule gab der Abbé de l’Epée sein gesamtes Vermögen und alle seine Einkünfte her.
Abbé de l’Epée folgte der Anschauung von Descartes, dass Sprache ein Zeichensystem ist, das außerhalb des Menschen existiert. Es sei daher möglich, Sache und Zeichen in jeder Weise willkürlich miteinander zu verbinden, also auch Sache und Gebärde. Aus diesem Gedanken entwickelte er aus den von ihm beobachteten „natürlicher Gestenzeichen“ mit zusätzlichen Erweiterungen durch grammatische Zeichen die Langue des signes française, die erste französische Gebärdensprache.
Während die Gebärde von der Natur des Tauben ausgeht, sollte die Schrift zur Kultursprache (Lautsprache) der Hörenden hinführen. Für das Erlernen der Buchstaben, später auch zum Diktieren von Eigennamen, tritt das Fingeralphabet (l’alphabet manuel) als Hilfsmittel hinzu. Die Schüler dachten in dieser Sprache und drückten sich in ihr aus. Dadurch erreichten sie einen hohen Wissensstand, waren aber im Verkehr mit Hörenden weiterhin auf Vermittler angewiesen.
1776 gab de l’Epée Institution des sourds-muets par la voie des signes méthodiques und 1784 La véritable manière d’instruire les sourds et muets, confirmée par une longue expérience heraus und begann ein Allgemeines Lexikon der Gebärdenzeichen, das von seinem Nachfolger, Abbé Sicard, vollendet wurde. (Siehe dazu Geschichte der Gebärdensprachen.) Kaiser Joseph II. besuchte den Abbé de l’Epée und dessen Taubstummenschule in Paris und war tief beeindruckt. Der Kaiser entsandte zwei Priester, Friedrich Stork und Joseph May, nach Paris, die vom Abbé de l’Epée ausgebildet wurden und nach ihrer Rückkehr 1779 das Wiener Institut für Taubstumme gründeten.

## Bewertung

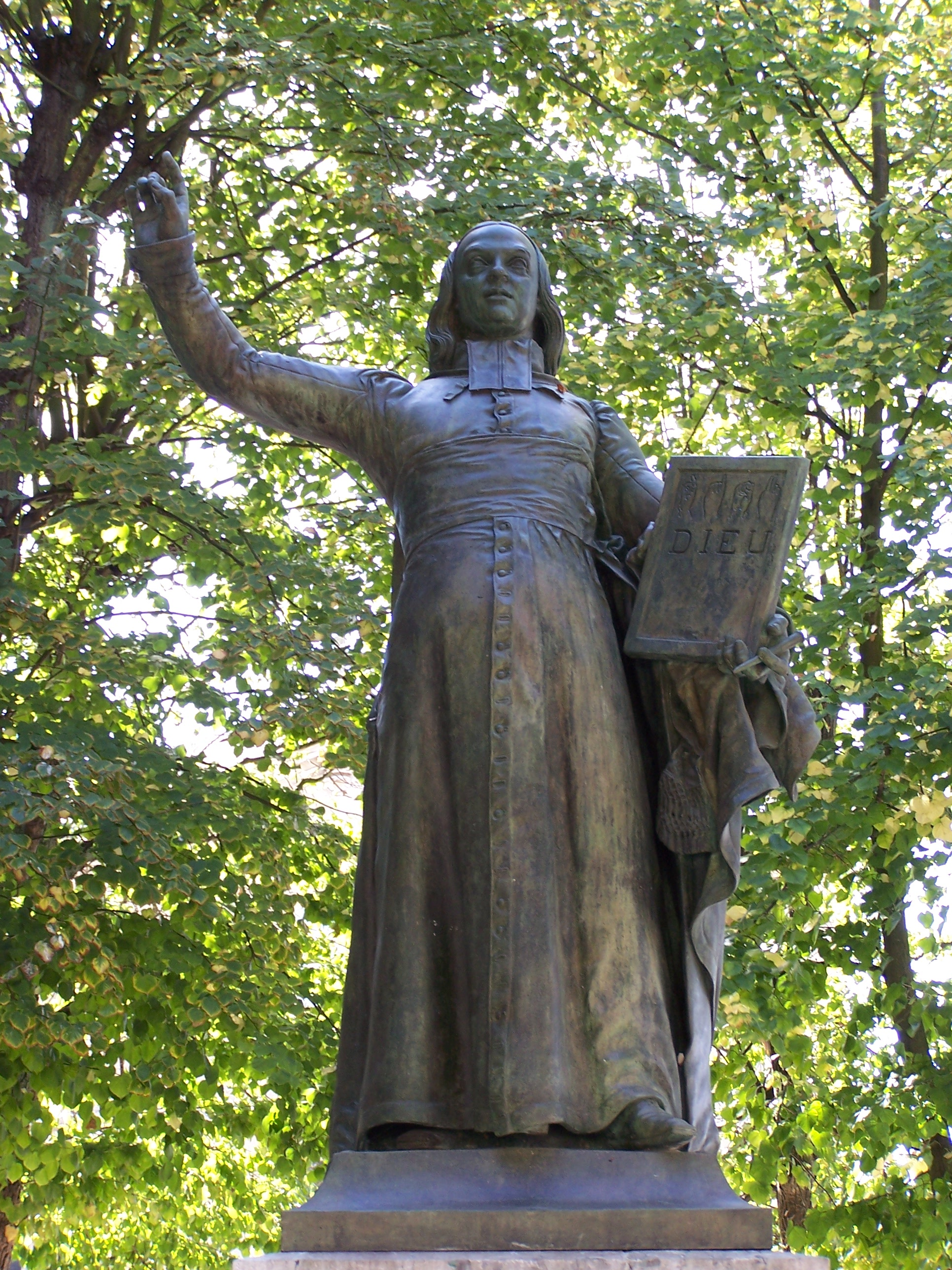
Statue in Versailles

Abbé de l’Epée missachtete bei seinen zielgerichteten Bemühungen wissentlich oder unwissentlich, dass die eigentliche Gebärdensprache, wie sie auf den Straßen von Paris von den „Taubstummen“ gebraucht wurde, ganz andere Strukturen hatte, was ihm später von seinem früheren Schüler Pierre Desloges in seiner Schrift von 1779 vorgeworfen wurde. Es ist zu vermuten, dass Abbé de l’Epées „methodische Gebärden“ durch die Hinzufügung von grammatischen Zeichen und die Anlehnung an die französische Grammatik etwa dem entspricht, was heute im Gegensatz zur echten Gebärdensprache als Lautsprachbegleitende Gebärden (LBG) verstanden wird.
Dennoch war seine Methode weit erfolgreicher als die von anderen, beispielsweise von Jacob Rodrigues Pereira, der schon viel früher, 1749, einem einzelnen tauben Schüler das Sprechen beibringen und ihn der Akademie in Paris vorführen konnte. De l’Epées Methoden wurden später durch bessere ersetzt, dennoch bleibt sein Verdienst, dass er mit seinem später im Methodenstreit als „französische Methode“ bekanntgewordenen Unterrichtssystem neben Samuel Heinicke in Deutschland die Grundlagen für eine systematische Pädagogik der Hörgeschädigten legte. Da Laurent Clerc Schüler und Hilfslehrer am Pariser Nationalinstitut war, bevor er in die USA ging, beeinflusste de l’Epée auch die Entwicklung in den Vereinigten Staaten (siehe auch: Geschichte der Gehörlosen).

## Ehrungen
Zwei Jahre nach seinem Tod dekretierte die Nationalversammlung seine Aufnahme in die Liste der „Wohltäter der Menschheit“ und die staatliche Unterstützung der von ihm gegründeten Schule. 1838 wurde eine Bronzebüste über seinem Grab in der Kirche von St-Roch in Paris errichtet. Ein Asteroid wurde 2022 nach ihm benannt: (9853) l'Épée.